# Бджола східна
Бджола воскова (Apis cerana) (від лат. cera - віск) — вид комах з родини бджолині (Apidae).

## Поширення

Мапа поширення виду

Ареал комахи включає Приморський край Росії, Японію , Корею, Центральний, Південний і Південно-східний Китай і північний В'єтнам на захід до Пакистану, Індії та Афганістану та на південь до Нової Гвінеї та Соломонових островів.

## Опис
Зовні схожа з медоносною бджолою, але дещо менше — довжина самця (трутня) і робочої особини 10-11 і 10-12 мм. Має специфічні біологічні особливості. Утворює постійні сім'ї, що не розпадаються на зиму, в яких жива вага бджіл коливається в межах 0,1 — 4,0 кг. У багаторічному гнізді буває до 10 паралельно розташованих стільників, з яких центральний може мати довжину до 1 м при ширині до 40 см. Запаси меду дуже великі, в кінці літа гніздо іноді містить до 40 кг меду. Для гніздування використовує дуплисті живі дерева монгольського дуба, маньчжурського горіха, ясена, берези та кедра. Літки розташовуються так, що в гніздо не потрапляє дощ чи сніг. Відрізняються високою холодостійкістю, збір починається вже на ранніх першоцвітах, коли ще не зійшов сніг. Іноді бджоли здійснюють обльоти навіть у зимовий час (в відлиги і сонячні дні), сторожові особини сидять у гнізді біля дупла в будь-який час незалежно від морозу. Бджоли дуже нервово реагують на перевірку вулика і надзвичайно агресивні. Нездатні вирощувати маток із запліднених яєць в безматочних вуликах.

## Підвиди
- Apis cerana cerana Fabricius ( = "sinensis")
- Apis cerana heimifeng Engel
- Apis cerana indica - Fabricius
- Apis cerana japonica Fabricius
- Apis cerana javana Enderlein
- Apis cerana johni Skorikov
- Apis cerana nuluensis Tingek, Koeniger and Koeniger
- Apis cerana skorikovi Engel ( = "himalaya")